# Dichecephala lujai
Dichecephala lujai är en skalbaggsart som beskrevs av Moser 1917. Dichecephala lujai ingår i släktet Dichecephala och familjen Melolonthidae. Inga underarter finns listade i Catalogue of Life.